# Incidente di Aztec
L'incidente di Aztec è un presunto UFO crash che sarebbe avvenuto nel 1948 ad Aztec, in Nuovo Messico. Qualche anno più tardi si è scoperto che si trattava di un imbroglio, ma alcuni ufologi restano convinti che l'incidente sia realmente accaduto.

## Notizie sull'incidente
Nell'ottobre e novembre 1949 il giornalista statunitense Frank Scully pubblicò un articolo in due puntate sulla rivista Variety in cui raccontava una storia che gli era stata riferita da due uomini sulla caduta al suolo di un UFO nel nord-ovest del Nuovo Messico, vicino al confine dell'Arizona, che era avvenuta il 25 marzo 1948. L'oggetto sarebbe stato recuperato dai militari ed esaminato da alcuni scienziati; all'interno dell'UFO sarebbero stati ritrovati i corpi di alcuni umanoidi di piccola statura. Uno dei due informatori di Scully avrebbe detto di essere uno degli scienziati coinvolti nella vicenda.
Nel 1950 Scully pubblicò un libro, Behind the Flying Saucers, in cui fornì nuovi particolari della storia, rivelando che l'UFO aveva un diametro di circa 30 metri ed era composto da un metallo completamente resistente al calore; oltre all'UFO caduto in Nuovo Messico ve ne sarebbe stato un altro caduto in Arizona e in totale sarebbero stati recuperati i corpi di 16 umanoidi. Negli UFO sarebbero stati ritrovati anche strani simboli simili a geroglifici. Gli UFO e gli umanoidi sarebbero stati trasportati in una base aerea, la Wright-Petterson Air Force Base. Scully rivelò anche i nomi dei suoi due informatori: uno era un ricco uomo d'affari, Silas Newton, e l'altro era uno scienziato conosciuto come "il dott. Gee".

## Indagini e scoperta dell'imbroglio
Un giornalista del San Francisco Chronicle, Philip Cahn, cominciò a indagare sulla vicenda, ma non riuscì a scoprire testimoni della caduta dell'UFO; gli abitanti della zona non furono neanche in grado di confermare insoliti movimenti di militari nel periodo di caduta dell'UFO. Cahn scoprì che il dott. Gee si chiamava in realtà Leo Gebauer e insieme a Silas Newton avevano viaggiato nella zona cercando di vendere strumenti, a loro dire basati sulla tecnologia aliena, per la ricerca di petrolio, gas e oro. Per convincere i potenziali acquirenti, Silas Newton mostrava loro un presunto pezzo recuperato dall'UFO. Con un gioco di destrezza Cohn riuscì ad impadronirsene, lo fece analizzare e si scoprì che era composto da alluminio per pentole. Nel 1952 i particolari della truffa furono raccontati in un articolo pubblicato sulla rivista True. A seguito dell'articolo vennero allo scoperto diverse persone truffate da Newton e Gebauer, che vennero arrestati nel 1953.
Scully ritornò sulla vicenda nel libro In Armour Bright pubblicato nel 1963, in cui affermò di credere ancora alla veridicità della caduta dell'UFO, precisando che sarebbe avvenuta vicino Aztec; da allora la storia è stata denominata "incidente UFO di Aztec".

## Nuovo interesse per il caso
Dalla metà degli anni cinquanta alla fine degli anni settanta gli ufologi considerarono troppo screditata la storia dell'incidente di Aztec e nell'ambiente ufologico non se ne parlò più.
All'inizio degli anni ottanta, l'ufologo Leonard Stringfield ebbe un colloquio con un professore in pensione dell'University of South Florida, che gli disse di avere saputo da alcuni testimoni che nel 1948 i militari avevano recuperato un UFO caduto nel sud degli USA, vicino al confine con il Messico. In seguito a ciò, Stringfield pensò che in qualche modo l'incidente fosse avvenuto realmente.
Nel 1986 vi fu una ripresa di interesse verso il caso, con la pubblicazione di un libro scritto da William Steinman e Wendelle Stevens. Steinman si interessò del caso dopo la lettura del libro di Scully e decise di effettuare delle indagini. Secondo gli autori, l'incidente sarebbe realmente accaduto e avrebbe subito un insabbiamento da parte dei militari. La caduta dell'UFO sarebbe stata rilevata da tre diverse stazioni radar, ma il segnale sarebbe stato spiegato come un falso allarme; gli alieni morti sarebbero stati 14 e non 16 come riportato da Scully; uno degli scienziati che avrebbero esaminato l'UFO conosceva Leo Gebauer e sarebbe stato la sua fonte di informazioni. Le fonti dei due autori non sono state mai rivelate né verificate.
Nel 2011 è stato scoperto un documento, datato 22 marzo 1950, che sarebbe stato redatto da un agente dell'FBI, Guy Hottel, e indirizzato al capo dell'organizzazione, Edgar Hoover. Nel documento, successivamente chiamato "Memo Hottel", l'agente informava Hoover che in Nuovo Messico erano caduti tre UFO e al loro interno erano stati ritrovati i corpi di alcuni umanoidi, di statura molto piccola. Per gli ufologi il documento era una prova dell'autenticità dell'incidente di Aztec, mentre gli scettici trovavano strano che un documento del genere non fosse stato classificato come segreto. Successivamente è stato scoperto che il cosiddetto "Memo Hottel" in realtà è il racconto di un articolo pubblicato sul The Wyandotte Echo, quotidiano di Kansas City; l'articolo è a sua volta basato sul racconto di un commerciante locale di automobili al direttore di una stazione radio locale.
Nel 2011 è stato inoltre pubblicato un altro libro sull'incidente, scritto da Scott e Suzanne Ramsey con la collaborazione di Frank Thayer. Nel libro vengono portate nuove testimonianze e citati diversi documenti, per cui secondo gli autori l'incidente sarebbe realmente avvenuto più o meno come è stato originariamente descritto da Scully. L'ufologo Kevin Randle, autore di un libro sul caso Roswell, ha trovato diverse incongruenze nel libro dei Ramsey, tra cui: Scully nel suo libro aveva parlato di due schianti, non di uno solo; molti documenti citati non si riferiscono al caso di Aztec; a differenza di Roswell, dove i testimoni si trovarono subito, per Aztec non si sono mai fatti avanti per molti anni; nel caso di Roswell vi furono evidenze fisiche (es. ritrovamento di materiali), che mancano completamente nel caso di Aztec. In conclusione, Randle afferma che non vi sono elementi sufficienti per potere affermare che l'UFO crash di Aztec sia realmente avvenuto.
Il rinnovato interesse per il caso ha dato origine ad un convegno annuale, l'Aztec UFO Symposium, che si è svolto ad Aztec dal 1997 al 2011.